# Quincy Treffers
Quincy Treffers (Den Helder, 4 februari 1991) is een voormalig Nederlands basketballer in de Dutch Basketball League. Hij kwam als power-forward tussen 2008 en 2016 uit voor Bergen op Zoom, Weert, Den Helder en Leeuwarden. In 2016 zette Treffers op 25-jarige leeftijd een punt achter zijn loopbaan.

## Clubs
In 2011 trok hij naar Bergen op Zoom, waar hij de taak kreeg de geblesseerde Thomas Koenis te vervangen. Als 20-jarig talent imponeerde Treffers en werd de revelatie van Giants. Bij aanvang van het nieuwe seizoen ging de club failliet en vertrok Treffers in september 2011 naar Spanje om zich in Las Palmas aan te sluiten bij het U21-team van de Canarias Basketball Academy.
Voor het seizoen 2012/13 keert Treffers terug naar Den Helder. Dat seizoen wonnen de Kings 18 van de 36 competitiewedstrijden en eindigden als zesde in de DBL. In juni 2013 was Treffers als jonge basketbalspeler beschikbaar in de NBA Draft, maar werd niet door de teams gekozen om in de NBA te spelen. Hierop keerde hij weer terug naar Nederland om in het seizoen seizoen 2013/14 zijn loopbaan weer op te pakken bij Den Helder. Ondanks de financiële problemen van de club gaat het Den Helder sportief voor de wind. Na zes opeenvolgende zeges, waaronder tegen koploper Leiden, ging de Helderse club in november 2014 failliet, terwijl de ploeg derde stond in de Eredivisie. Daarmee heeft Treffers in de beginfase van zijn spelerscarrière tussen 2008 en 2014 drie faillissementen meegemaakt bij zijn werkgevers.
Twee weken na het faillissement van Den Helder Kings, werd Treffers in december 2014 gecontracteerd door Aris Leeuwarden.
Op 25-jarige leeftijd zette Treffers een punt achter zijn carrière en koos vervolgens voor een maatschappelijke carrière met meer zekerheid. Na afloop van zijn profcarrière speelde hij nog bij de amateurs van MSV Zeemacht. Met Zeemacht speelde hij een noemenswaardig Helders duel tegen de profclub Den Helder Suns, die – ondanks 24 punten van Treffers – pas na verlenging met 87-91 van de amateurs won.

## Nationaal team
Bij de nationale jeugdteams van Nederland kwam hij uit op EK’s met de U16, U18 en U20.

## Erelijst
Nederland
- All-Star Game U23 MVP (1): 2014

## Statistieken
Dutch Basketball League
| Jaar    | Team           | GS | MPW  | 2P%  | 3P%  | VW%  | RPW | APW  | SPW | BPW | PPW |
| ------- | -------------- | -- | ---- | ---- | ---- | ---- | --- | ---- | --- | --- | --- |
| 2008–09 | Den Helder     | 9  | ??.? | .??? | .??? | .??? | ?.? | ?.?  | ?.? | ?.? | ?.? |
| 2010–11 | Bergen op Zoom | 23 | 9.9  | .561 | .000 | .529 | 2.9 | 0.2  | 0.2 | 0.0 | 3.6 |
| 2011–12 | Weert          | 5  | 3.2  | .500 | .000 | .000 | 0.6 | 0.2  | 0.4 | 0.0 | 1.2 |
| 2012–13 | Den Helder     | 37 | 12.7 | .458 | .000 | .729 | 3.1 | 0.2  | 0.2 | 0.0 | 4.6 |
| 2013–14 | Den Helder     | 41 | 13.1 | .600 | .000 | .762 | ?.? | 0.54 | ?.? | 0.0 | ?.? |
| 2014–15 | Den Helder     | 11 | 14.0 | .585 | .000 | .571 | ?.? | 0.36 | ?.? | 0.0 | ?.? |
| 2014–15 | Leeuwarden     | 19 | 17.6 | .532 | .000 | .750 | ?.? | 0.63 | ?.? | 0.0 | ?.? |
| 2015–16 | Leeuwarden     | 28 | 21.4 | .490 | .000 | .650 | ?.? | 0.75 | ?.? | ?.? | ?.? |